# Episodi di La valle dell'oro
La prima e unica stagione della serie televisiva La valle dell'oro è andata in onda negli Stati Uniti dal 10 ottobre 1960 al 13 febbraio 1961 sulla NBC.
| nº | Titolo originale          | Prima TV USA     | Titolo italiano | Prima TV Italia |
| -- | ------------------------- | ---------------- | --------------- | --------------- |
| 1  | Klondike Fever            | 10 ottobre 1960  |                 |                 |
| 2  | River of Gold             | 24 ottobre 1960  |                 |                 |
| 3  | Saints and Stickups       | 31 ottobre 1960  |                 |                 |
| 4  | The Unexpected Candidate  | 7 novembre 1960  |                 |                 |
| 5  | Keys to Trouble           | 14 novembre 1960 |                 |                 |
| 6  | Swoger's Mule             | 21 novembre 1960 |                 |                 |
| 7  | Sure Thing, Men           | 28 novembre 1960 |                 |                 |
| 8  | Taste of Danger           | 5 dicembre 1960  |                 |                 |
| 9  | Bare Knuckles             | 12 dicembre 1960 |                 |                 |
| 10 | Halliday's Club           | 19 dicembre 1960 |                 |                 |
| 11 | Bathhouse Justice         | 26 dicembre 1960 |                 |                 |
| 12 | Swing Your Partner        | 9 gennaio 1961   |                 |                 |
| 13 | The Golden Burro          | 16 gennaio 1961  |                 |                 |
| 14 | Queen of the Klondike     | 23 gennaio 1961  |                 |                 |
| 15 | The Man Who Owned Skagway | 30 gennaio 1961  |                 |                 |
| 16 | Sitka Madonna             | 6 febbraio 1961  |                 |                 |
| 17 | The Hostages              | 13 febbraio 1961 |                 |                 |

## Klondike Fever
- Prima televisiva: 10 ottobre 1960

### Trama
- Guest star: Marx Hartman, John Thye, Kansas Moehring (cittadino), Donald Kerr (suonatore piano), Bob Tetrick, Ray Teal (Augie Teege), Sam Edwards (Little Billie Leith), Karl Swenson (giudice Frank Weinstock), Bob Bryant (Big Jack Rollins), Bill Catching (Kicking Champ), Charles Reade, Troy Melton, Chet Brandenburg (cittadino), Al Haskell (cittadino), William H. O'Brien (barista sulla barca)

## River of Gold
- Prima televisiva: 24 ottobre 1960

### Trama
- Guest star: Rudy Bowman (frequentatore bar), Charles Reade (analizzatore), Forrest Lewis (Charlie Morrison), Larry J. Blake, Eric Alden, Russ Thompson, Dick Bernie (impiegato dell'hotel), Kansas Moehring (frequentatore bar)

## Saints and Stickups
- Prima televisiva: 31 ottobre 1960

### Trama
- Guest star: John Maloney (negoziante), Virginia Gregg (Harmony Hariess), Whit Bissell (Josiah Hariess), Jack Tornek (parrocchiano)

## The Unexpected Candidate
- Prima televisiva: 7 novembre 1960

### Trama
- Guest star: Hank Mann (barista), Herman Hack (cittadino), Andy Albin (Man Being Whipped), Hal K. Dawson (Aaron), Georgia Ellis (Mazie Kuwalski), Robert Griffin, Judson Pratt (Dan Sheean), Jack Perkins (scagnozzo di Durain)

## Keys to Trouble
- Prima televisiva: 14 novembre 1960

### Trama
- Guest star: Buddy Roosevelt (cittadino), Robert Robinson (frequentatore bar), Wallace Ford (Temperance Pete), Dabbs Greer (Piano Delivery Man), Charles Fredericks (Curley - The Bartender), Bill Hickman (scagnozzo di Durain), Donald Kerr (Pianist), Chet Brandenburg (cittadino), Chick Hannan (cittadino), Paul Kruger (frequentatore bar), Ethan Laidlaw (frequentatore bar), Joe Ploski (cittadino), Cap Somers (cittadino)

## Swoger's Mule
- Prima televisiva: 21 novembre 1960

### Trama
- Guest star: Bill Couch, Dale Van Sickel, Leake Bevil, Paul Frees (Voice of Gen. Custard), William Challee (Henry Swoger), Claude Akins (John Conrad), Jeanette Nolan (Hattie Swoger), Frank Cady (Lester), Ethan Laidlaw (cittadino)

## Sure Thing, Men
- Prima televisiva: 28 novembre 1960

### Trama
- Guest star: Jay Adler, Jan Stine (Billy Gladson), Jack Albertson (Eskimo Eddie), Larry Pennell (Rule Lukas), Tyler McVey (Emil Watkins), William Woodson (professore), Billy Dix, George Douglas

## Taste of Danger
- Prima televisiva: 5 dicembre 1960

### Trama
- Guest star: Paul Frees (Voice of Gen. Custard), Harry Lauter (Collins), Phillip Pine (dottor Jarver), Frank Ferguson (dottor Arvel), Frank Eldredge, Steve Gravers, John Maxwell, Robert Robinson (cittadino)

## Bare Knuckles
- Prima televisiva: 12 dicembre 1960

### Trama
- Guest star: John Indrisano (arbitro), Robert 'Big Buck' Maffei (Pierre), J. Pat O'Malley (zio Jonah), Richard Kiel (Duff Brannigan), Marjorie Bennett (Dear Lady), Jack Lester (Man Pouring Whiskey), Ken Christy (cittadino), Frank Warren (Watch Theft Victim), George Sowards (cittadino)

## Halliday's Club
- Prima televisiva: 19 dicembre 1960

### Trama
- Guest star: Hugh Sanders (Murdock), Joseph Mell (Ed), Jackie Coogan (Mate), Charles Herbert (Seth Bailey), Charles Tannen (Badger)

## Bathhouse Justice
- Prima televisiva: 26 dicembre 1960

### Trama
- Guest star: Claude Stroud (barista), Brett King (Colly Boyd), Jerome Cowan (giudice Bickle), Nora Marlowe (Marnie Bronson), Walter Burke (Sam Bronson), Britt Lomond (Clete Slade), Milton Frome (Dan Ryker), M.J. Davis, Herman Hack (cittadino In Line)

## Swing Your Partner
- Prima televisiva: 9 gennaio 1961

### Trama
- Guest star: Jack Petruzzi, Karl Swenson (dottor Edwards), George Kennedy (Ira Shallop), Ken Christy (Boat Dockmaster), James Griffith (Clag Botser), Chuck Webster (Buck Stubblefield)

## The Golden Burro
- Prima televisiva: 16 gennaio 1961

### Trama
- Guest star: Robert F. Simon (Ed Nash), Karl Lukas, Howard McNear (Augustus Brown), Edgar Buchanan (Sam Perkins), Robert Karnes (Jack Wells), Quintin Sondergaard, Robert R. Stephenson

## Queen of the Klondike
- Prima televisiva: 23 gennaio 1961

### Trama
- Guest star: John Qualen (Larsen), Hank Patterson (Spunky), Lane Bradford (Tromp), Craig Duncan, Jack Elam (Eli Roper), Tudor Owen (Brock), Bill Hickman (cittadino)

## The Man Who Owned Skagway
- Prima televisiva: 30 gennaio 1961

### Trama
- Guest star: Alex Sharp (scagnozzo di Durain), Emory Parnell (Mr. Sykes), Lawrence Dobkin (Chilkoot Sam), Raymond Hatton (minatore), Ralph Moody (capo indiano), Olan Soule (Land Office Clerk)

## Sitka Madonna
- Prima televisiva: 6 febbraio 1961

### Trama
- Guest star: Lilyan Chauvin, Phil Chambers, Lane Bradford, Ron Hayes (Harold Enright), Patric Knowles (Carson), Frank Puglia

## The Hostages
- Prima televisiva: 13 febbraio 1961

### Trama
- Guest star: Jack Petruzzi, Jack Moyles, Stephen Ellsworth, Glen Gordon, Clegg Hoyt, Michael Raffetto (Arnold Jackson), Lon Chaney Jr. (Macfin), Chris Alcaide (Greyson), Harry Wilson (cittadino)